# Wolfstriegel

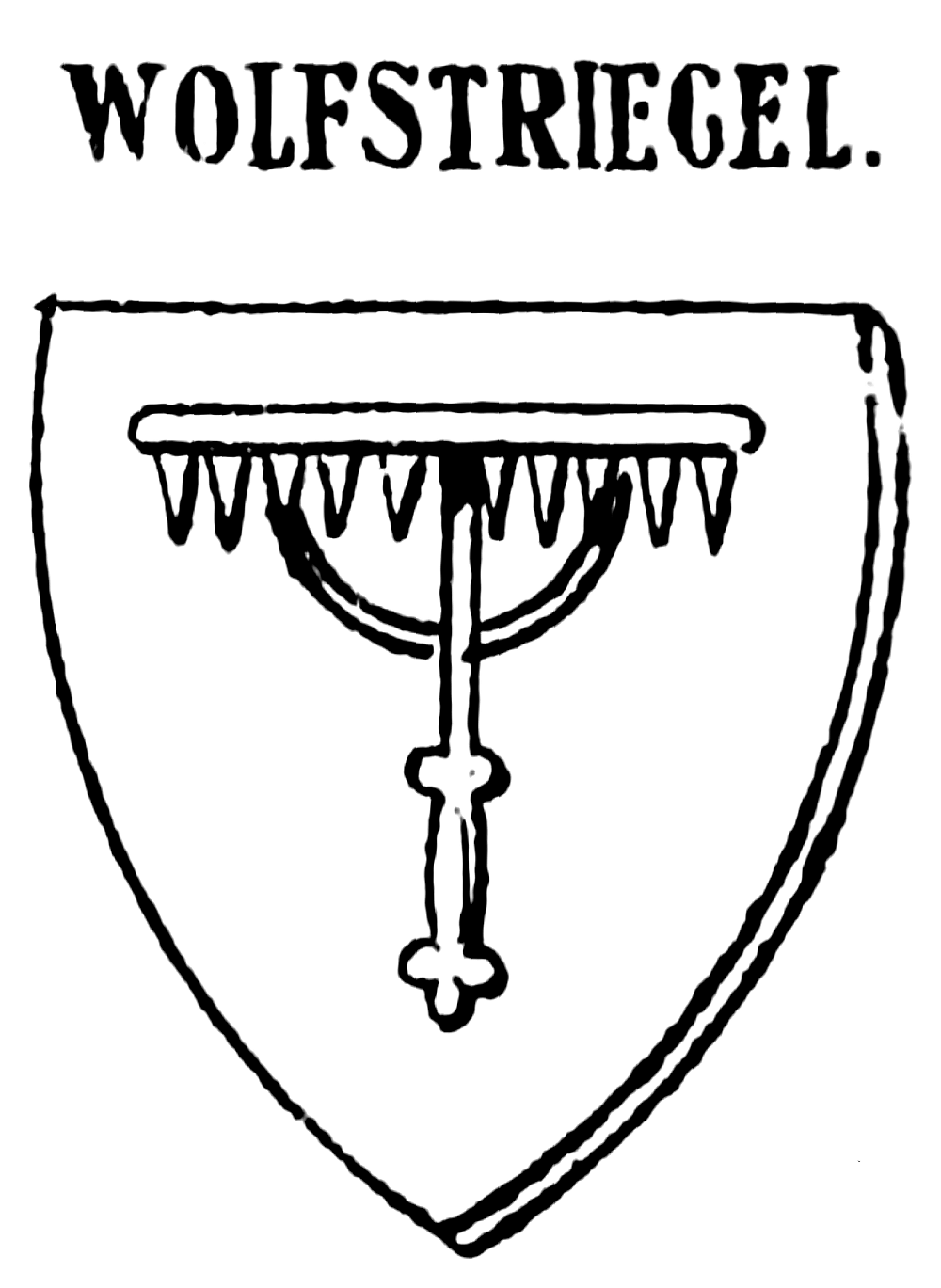
Wappen derer von Wolfstriegel in Siebmachers Wappenbuch

Die Familie von Wolfstriegel war ein schwäbisch-fränkisches Adelsgeschlecht.

## Ursprung und Geschichte
Aus dem schwäbischen Raum kommend, gelangte die Familie als örtliche Linie der Schaumberger in den Besitz von Gütern im Raum Helmbrechts und Schauenstein. Sie wurde 1357 auf der Burg Schauenstein erstmals urkundlich erwähnt und geriet zunehmend in die Lehnsabhängigkeit von den Vögten von Weida und den Nürnberger Burggrafen. Zwei Familienmitglieder beteiligten sich 1380 auf Seiten der Guttenberger an der Guttenberger Fehde, bei der es u. a. gegen die Vögte von Weida ging.

## Herrschaft Schauenstein
Der Verkauf der Herrschaft Schauenstein von den drei Brüdern Hans, Heinrich und Otto aus der Familie der Wolfstriegel an die Burggrafen von Nürnberg vollzog sich mit drei Verkaufsurkunden. Neben dem Schloss, der Stadt Schauenstein, der Hochgerichtsbarkeit und anderen Rechten wurden Dörfer und weitere veräußerte Besitzungen wie Fischteiche genannt. Die ersten beiden Urkunden vom 28. April 1386 beschreiben den Besitz von Hans und Heinrich Wolfstriegel (I) und von Otto (II). Die dritte Urkunde vom 27. Februar 1388 stammt von Wigulejus Wolfstriegel, Sohn von Heinrich. Ihr Umfang an veräußerten Siedlungen ist identisch mit dem in der Urkunde von Hans und Heinrich. Einige Dörfer sind in diesen Urkunden letztmals genannt und wenig später wüst gefallen.
Übersicht der Herrschaft zum Zeitpunkt des Verkaufs nach Kolb:
Neudorf als „Neuendorff“ (I), Lauterbach (I), Reuschen (I), Dürrengrün (I), Helmbrechts (I, II), Unterweißenbach (I) bzw. Niedernweißenbach (1388), Selbitz (I, II), Weidesgrün (I, II), Burkersreuth als „Burhardtsreuth“ (I, II), Jaythof (I, II), Lehsten (I, II), Pitschhausen als „Pitschesgrün“ (I, II), Günthersdorf (I), Volkmannsgrün als „Falbmannsgrüne“ und „Faßmannsgrün“ (I), Grube (I), Dorschenhammer als „Späthlingshammer“ (I), Hagenmühle als „Hagmühle“ (I), der Kleinschmiedenhammer als „der Hammer unter dem Schauenstein“ (I), Windischengrün (I), Mühldorf (II), Pillmersreuth als „Pilgrammsreuth“ (II), Oberweißenbach (II), Baiergrün als „Beyersgrün“ (II), Kollerhammer als „der Hammer an der Lesten“ (II), Hopfenmühle (II).

## Wappen
Blasonierung: Ein aufrechtgestellter Rechen oder Striegel.
Die Helmzier und Tingierung sind nicht überliefert. Bei dem Wappen handelt es sich um ein Redendes Wappen.